# Bataille de Đồng Xoài
Guerre du Viêt Nam
Batailles
La bataille de Dong Xoai (en vietnamien : Trận Đồng Xoài) fut un des engagements majeurs de l’offensive communiste vietnamienne de l’été 1965, pendant la guerre du Viêt Nam. Elle eut lieu dans la province de Phước Long (en), au Sud-Viêt Nam, du 9 au 13 juin 1965.

## Contexte historique
En 1964, le général Nguyen Khanh prit le contrôle du gouvernement du Sud-Viêt Nam après que le général Duong Van Minh ait été renversé par un coup d’État militaire.
Si le général Khanh fut capable de prendre le contrôle de la junte militaire, en promulguant de nombreuses lois limitant les libertés des citoyens du Sud-Viêt Nam, il échoua à obtenir un réel support de la population civile. Il s’aliéna ensuite la faction catholique de son propre gouvernement en s’appuyant de plus en plus sur le mouvement bouddhiste pour conserver le pouvoir. En conséquence, le 20 février 1965, le général Khanh fut renversé et forcé de s’exiler.
L’instabilité politique de Saïgon donna aux dirigeants nord-vietnamiens d’Hanoi une occasion de relancer leurs opérations militaires au Sud-Viêt Nam. Ils estimaient en effet que le gouvernement du Sud serait capable de se maintenir grâce à sa puissance militaire, qui lui permettait de combattre l’influence grandissante du Viet Cong. C'est pour cette raison que fut lancée la campagne d’été de 1965, par laquelle les Nord-Vietnamiens et le Viet Cong espéraient infliger des pertes significatives à l’ARVN.
Dans la province sud-vietnamienne de Phước Long (en) , l’offensive communiste abouti à la bataille de Dong Xoai.

## Déroulement de la bataille
Les combats pour le contrôle Dong Xoai commencèrent dans l’après-midi du 9 juin 1965, lorsque le 272e régiment du Viet Cong attaqua le poste local des forces spéciales américaines.
En réponse à cette attaque, l’état-major de l’Armée sud-vietnamienne (ARVN) détachât le 1er bataillon du 7e régiment d’infanterie pour reprendre le district de Dong Xoai. Ce bataillon arriva sur zone le 10 juin, mais fut rapidement submergé par le 271e régiment du Viet Cong près de Thuận Lợi (vi).
Plus tard dans la journée du 10 juin, Dong Xoai fut reprise par le 52e bataillon de rangers sud-vietnamiens, lequel était parvenu sur zone malgré une embuscade.
Dans la journée du 11 juin, les forces sud-vietnamiennes furent renforcées par l’arrivée du 7e bataillon parachutiste. Mais le jour même de leur arrivée, les parachutistes, qui recherchaient des survivants du 1er bataillon du 7e régiment d’infanterie dans la plantation d’hévéas de Thuan Loi, furent balayés par une embuscade du Viet Cong.
Le 13 juin, le général américain William Westmoreland, craignant que le Viet Cong ne puisse se tailler une base d’opération dans la province du Phuoc Long, décida d’engager pour la première fois la 173e brigade aéroportée américaine dans un combat majeur.
Mais le Viet-Cong avait déjà quitté le champ de bataille, et les parachutistes américains retournèrent à leurs bases quelques jours plus tard sans avoir combattu. Les corps de 126 guérilleros vietnamiens furent retrouvés dans la localité, tandis que les pertes américano-sud-vietnamiennes s’élevaient à environ 430 tués, 180 blessés et 250 disparus.